# 하타이 공화국
하타이 공화국(튀르키예어: Hatay Devleti, 프랑스어: État du Hatay, 아랍어: دولة خطاي; Dawlat Hatay), 공식 명칭으로 하타이 국은 1938년 9월 7일부터 1939년 6월 29일까지 프랑스령 시리아의 알렉산드레타 산자크에 존재했던 과도기적 정치체였다. 이 국가는 1939년 7월 7일 법적으로 하타이 주로 바뀌고, 1939년 7월 23일 사실상 터키의 일부가 된다. 하타이 공화국의 영토에 에르진 (Erzin), 되르툘 (Dörtyol), 하사 (Hassa)를 추가한 것이 현재 하타이 주의 영역이다.

## 역사

### 건국 배경
알렉산드레타 산자크는 본래 오스만 제국 알레포 빌라예트(Vilayet; 주)의 일부였으나, 제1차 세계 대전의 결과 프랑스가 이 지역을 점령하였고 1920년 세브르 조약으로 오스만 제국의 영토가 공중분해된 후 프랑스령 시리아의 일부를 구성하게 된다.
오스만 제국의 행정구역에 따르면 전통적으로 시리아의 일부로 간주되었던 지역이지만, 이곳에는 아랍인이나 아르메니아인 공동체뿐만 아니라 중요한 터키인 공동체도 존재했기 때문에 터키인들은 이 조치에 반발하였다. 그리스-터키 전쟁의 와중인 1921년 10월 20일에 체결된 프랑스-터키 조약은 국경 문제를 알렉산드레타 산자크를 자치 지방으로 규정하였고 이에 따라 1921년부터 1923년까지 자치를 유지했다. 하지만 여전히 알렉산드레타는 세브르 조약에서 연합국과 오스만 제국이 합의한 국경선에 따라 시리아의 일부였다.

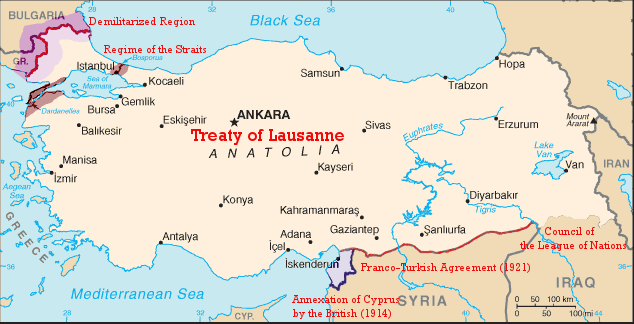
1923년 로잔 조약에 따른 터키의 국경.

그리스-터키 전쟁에서 승리하여 1923년 앙카라에서 터키 공화국을 수립한 무스타파 케말 아타튀르크는 오스만 제국 의회에 의한 부당한 조약을 파기하고, 터키 국민 의회에 의한 새로운 국경 조약인 로잔 조약을 체결한다. 그러나 이 때도 알렉산드레타 산자크는 터키의 일부가 아니었다. 오히려 1923년부터는 독립자치체의 지위를 잃고 알레포 주(État d'Alep)로 편입되었으며, 비록 특수 행정적 지위를 여전히 가지기는 했지만 1925년에는 프랑스의 시리아 위임통치령에 직접 편입되게 되었다.
케말이 이끄는 터키는 알렉산드레타 산자크가 위임통치령으로 남는 것을 거부했다. 1923년 3월 15일 아다나 연설에서 케말은 알렉산드레타가 "4000여년간 터키인의 고향"이었으며 "적의 손에 떨어질 수는 없다"고 주장했다. 이것은 당시 튀르키예에서 유행했던 태양어 이론의 영향을 받은 것이다. 태양어 이론은 수메르인과 같은 고대 중동이나 아나톨리아 민족이 투르크 민족과 연관되어 있을 것이라는 내용을 담고 있는데, 아타튀르크 정부는 터키 남부에 살던 투르크 민족이 히타이트의 후손이라는 논리로 하타이라는 지명을 고안해 알렉산드레타 산자크를 호칭하게 된다. 터키 정치는 프랑스의 시리아에 대한 위임통치가 종식될지도 모르는 1935년에 하타이를 터키에 통합시키는 것을 목적으로 하였다. 하타이의 현지 터키인들도 터키에 통합되는 것을 목적으로 다양한 단체와 기관을 조직하여 아타튀르크 식의 개혁을 시작했다.

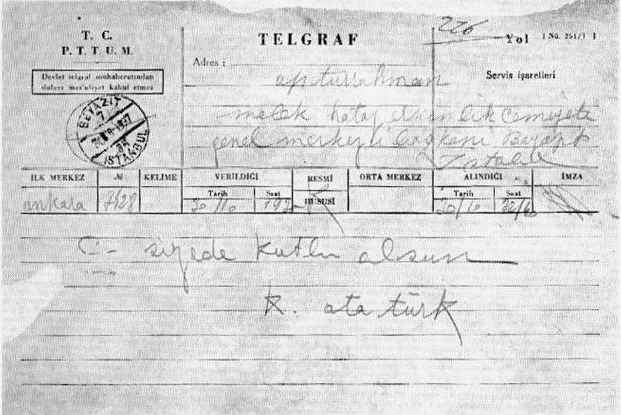
하타이 공화국의 건국 선언을 축하하는 무스타파 케말 아타튀르크의 전보.

1936년 알렉산드레타 산자크 선거에서 두 명의 시리아 독립주의자(프랑스로부터 시리아를 독립시키는 것을 선호) 성향의 의원이 당선되자 독립 문제는 사회 소요를 일으키며 터키와 시리아 언론 모두에서 열띤 논쟁의 대상이 되었다. 터키 정부는 국제 연맹에 하타이 문제(튀르키예어: Hatay Meselesi)를 제기했다. 케말은 하타이 지방 인구의 대부분이 터키인이므로(아래 인구 문단 참조) 터키에 합쳐져야 한다고 주장했다. 국제 연맹을 대신해 프랑스, 영국, 네덜란드, 벨기에, 터키의 대표가 산자크 헌법을 준비했다. 새로운 헌법은 1937년 11월에 발효되는데, 이에 따르면 알렉산드레타 산자크는 외교적으로 시리아에서 "구분되지만 분리되지는 않"으며, 국방 문제에 있어서는 프랑스와 터키 공동 감독을 받았다.

### 건국
1938년 6월 22일 프랑스와 터키 당국에 의해서 민족에 기반한 투표자 등록이 완료되자, 산자크 의회가 발족되었다. 1938년 9월 6일 산자크 의회는 헌법을 채택했다. 이 헌법은 국제 연맹이 알렉산드레타 산자크를 위해 고안했던 헌법과 굉장히 유사했다. 헌법은 이 지역을 "하타이 국"(Hatay Devleti)이라는 이름의 독립 국가로 규정하고, 안타키아와 4개의 지방 구역으로 나눴다. 터키어가 국어로 선포되었고, 프랑스어는 제2 언어의 지위를 얻었다. 아랍어를 가르치는 학교는 계속 그렇게 할 수 있었다.
1938년 9월 7일 하타이는 무스타파 케말 아타튀르크가 스케치한 국기를 채택한다. 1939년 2월 6일 하타이 의회는 모든 터키 법을 채택하였고, 이어 동년 3월 13일에는 터키 리라를 공식 통화로 만들었다.
하타이 공화국이라는 국호 자체도 터키의 국부 아타튀르크가 만들었고, 정부 역시 터키 정부의 통제 하에 있었다. 하타이 공화국의 대통령이 된 타이푸르 쇠크멘 역시 터키 의회에서 안탈리아를 지역구로 하는 의원 출신이었다. 공화국은 프랑스와 터키의 공동 군사 감독 하에서 1년 여간 지속된다.

### 합병
1939년 6월 29일, 하타이 의회는 하타이 공화국을 해체하고 터키에 합쳐지는 의제를 국민 투표에 붙인다. 투표 결과에 따라 1939년 7월 7일, 터키 대국민의회는 아다나 주(당시는 세이한 주)와 가지안텝 주의 구역을 일부 합쳐 하타이 주를 설립하는 법안을 승인했다. 1939년 7월 23일에는 프랑스 위임령 통치 당국의 마지막 관리들이 안타키아를 떠났고 하타이 공화국의 영토는 터키에 완전 병합된다. 한편 시리아는 한동안 이 합병을 인정하지 않았다. 하타이는 오스만 제국 시절부터 행정구역상 시리아에 속한 지방이었으며, 세브르 조약과 로잔 조약을 통해 시리아에 속하는 것을 국제적으로 인정 받은 적이 있기 때문에 하타이 지방은 터키와 시리아 사이의 영유권 분쟁의 대상이 된다.

## 인구
1936년 집계된 프랑스 고등 위원회의 자료에 따르면, 22만 명의 이 지역 총 인구 중 39%는 터키인이고, 28%는 아랍어를 사용하는 알라위트(Alawite, علوية)족, 11%는 아르메니아인, 10%는 수니파 아랍인, 8%는 기독교를 믿는 아랍인(총 합쳐 46%가 아랍인)이었으며, 4%는 캅카스인, 쿠르드족, 유대인 등이었다.
| 1936년의 하타이 지역 인구            |                |
| 민족                                 | 주민 수 (%)    |
| 튀르키예인                           | 85,800 (39%)   |
| 알라위파                             | 61,600 (28%)   |
| 아르메니아인                         | 24,200 (11%)   |
| 수니파 아랍인                        | 22,000 (10%)   |
| 기독교 아랍인                        | 17,600 (8%)    |
| 캅카스인, 유대인, 쿠르드족, 그리스인 | 8,800 (4%)     |
| 총 인원                              | 220,000 (100%) |

## 기타

인디아나존스 시리즈에서 창작한 하타이 공화국의 국기.

하타이 공화국은 1989년 영화 인디아나 존스: 최후의 성전의 주요 배경으로 설정되기도 했다. 영화에서 존스가 찾는 성작은 하타이 공화국의 한 고대 신전 안에서 발견된다. 하지만 신전 외관의 실제 촬영 장소는 하타이가 아니라 요르단의 고대 도시 페트라이다.
이름과 위치뿐만 아니라, 영화상의 하타이 공화국에 대한 많은 정보는 창작된 내용이 대부분이다. 영화 속에서 사용된 국기도 실제 국기와 다를 뿐더러, 하타이 공화국을 국명만 공화국이고 술탄을 모시는 군주제 국가에 가깝게 묘사하였다.

## 같이 보기
- 하타이 주